# Medicină de urgență

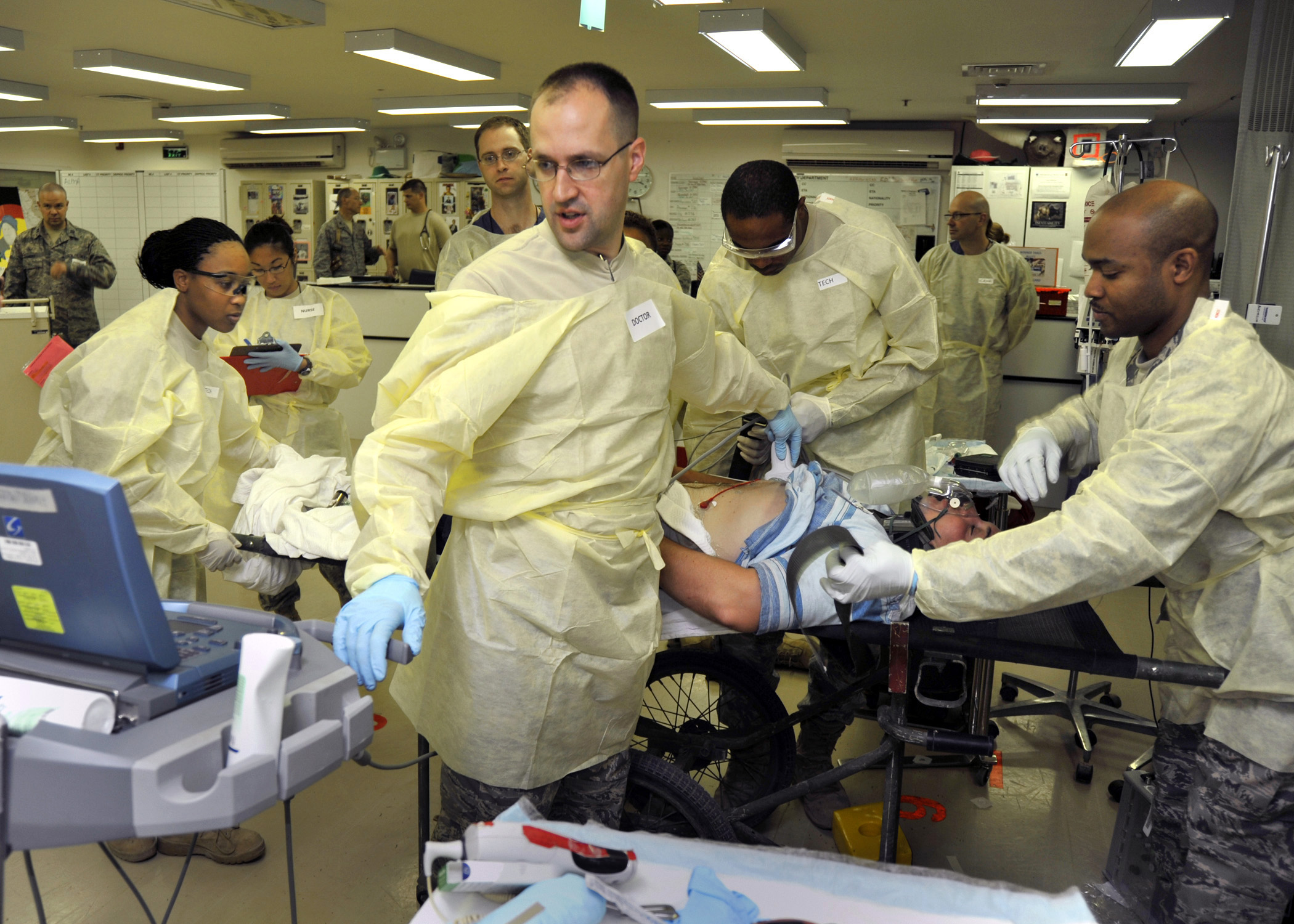
Medicină de urgență

Medicina de urgență reprezintă specialitatea a cărei preocupare constă în stabilizarea, diagnosticarea și managementul pacienților ce prezintă aspecte acute și urgente ale bolilor și leziunilor, cu un spectru complet și nediferențiat al tulburărilor fizice și comportamentale.